# Raión de Tbilískaya
El raión de Tbilískaya (del ruso: Тбилисский район) es uno de los treinta y siete raiones en los que se divide el krai de Krasnodar, en Rusia. Está situado en el área central del krai. Limita al sureste con el raión de Kurgáninsk, al oeste con el raión de Ust-Labinsk, al noroeste con el raión de Výselki, al norte con el raión de Tijoretsk, al nordeste con el raión de Kavkázskaya y al sureste con el raión de Gulkévichi. Tenía 48 273 habitantes en 2009 y tiene una superficie de 992 km². Su centro administrativo es Tbilískaya.
Se halla en las tierras bajas de Kubán-Azov. El río Kubán pasa de este a oeste por el centro del raión. En la zona septentrional discurre el río Beisug. En la zona meridional discurre el río Zelenchuk Vtoroi, afluente del Kubán.

## Historia
El raión fue establecido el 31 de junio de 1934 como raión de Tiflískaya en la composición del krai de Azov-Mar Negro como resultado de la descentralización del raión de Kropotkin. Inicialmente formaban parte del raión seis selsoviets: Armianski, Guéimanovskaya, Novobekeshevski, Novovladímiski y Topolianski. En 1936 Tiflískaya cambió su nombre a Tbilískaya. El 13 de septiembre de 1937 pasó a formar parte del krai de Krasnodar. El 4 de mayo de 1941 se le agregaron 6 selsoviets por la disolución del raión nacional alemán de Vannóvskoye: Vannovski, Leonovski, Márinski, Novoivánovski, Séverinski y Séverokubanski.
Entre el 11 de febrero de 1963 y el 30 de diciembre de 1966 el raión fue disuelto y su territorio integrado al raión de Kavkázskaya. En 1993 se anularon los selsoviets y en 2005 se decidió la división administrativa en ocho municipios.

## Demografía
| Año  | Población |
| ---- | --------- |
| 1959 | 38 427    |
| 1970 | 45 039    |
| 1979 | 42 830    |
| 1989 | 44 793    |
| 2002 | 48 752    |
| 2009 | 48 140    |

## División administrativa
El raión está dividido en 8 municipios rurales, que engloban 42 localidades.
| Municipios de tipo rural               | Poblaciones* |
| -------------------------------------- | --- |
| Municipio urbano Alekseye-Tenguinskoye | - stanitsa Alekseye-Tenguinskaya - jútor Verjni - jútor Prichtovi - jútor Sredni                                                                                                   |
| Municipio rural Vannovskoye            | - seló Vannóvskoye - jútor Vesioli - jútor Krasni Zelenchuk - jútor Novopejovski Pervi - jútor Severokubanski - jútor Shevchenko - seló Sheremétievskoye                           |
| Municipio rural Guéimanovskoye         | - stanitsa Guéimanovskaya - jútor Dalni - jútor Dubovikov - jútor Sovetski |
| Municipio rural Lovlinskoye            | - stanitsa Lovlinskaya |
| Municipio rural Marinskoye             | - jútor Márinski - jútor Dolinov - jútor Zúbov - jútor Zaichanski - jútor Zisermanovski - jútor Yekaterinoslavski - jútor Tersko-Kalambetski                                       |
| Municipio rural Novovladimirskoye      | - stanitsa Novovladímirovskaya - jútor Yeriomin - stanitsa Novobekeshevskaya - jútor Novovladímirovskiye - jútor Romashevka - jútor Sokolovka - jútor Chernobabov - jútor Ivánovka |
| Municipio rural Peschanoye             | - jútor Peschani - jútor Veriovkin - jútor Staroarmianski |
| Municipio rural Tbilískoye             | - stanitsa Tbilískaya - posiólok Vostochni - posiólok Gorski - posiólok Mirni - posiólok Oktiabrski - posiólok Pervomaiski - jútor Severín - posiólok Ternovi                      |

*Los centros administrativos están resaltados en negrita.

## Economía y transporte
El principal sector económico del distrito es la agricultura. Las tres principales empresas agrícolas son la ZAO AF Kavkaz, la OAO Kropotkinskoye y la ZAO T. G. Shevchenko. También se practica la ganadería aviar, porcina y bovina. Las empresas industriales más importantes se dedican a la transformación de los productos de la actividad agrícola (OOO Grechishkinskaya zernovaya kompaniya, OOO Kubanskaya kompaniya Elit-maslo, 'OOO Tsentr Soya, ZAO Tbiliski maslosyrzavod y la ZAO Tbiliski sajarni zavod). 
El ferrocarril Krasnodar-Kropotkin (donde enlaza con el ferrocarril del Cáucaso Norte) tiene una estación en Tbilískaya (Grechishkino). Por la localidad pasa la carretera federal R251 Kropotkin-Krasnodar-Temriuk.